# Рогачевский, Евгений
Евгений Рогаче́вский (род. 26 февраля 1972, Киев) — советский и украинский музыкант, соло-гитарист (и бэк-вокал) группы «Вопли Видоплясова» (с 1996 года), бывший участник ансамбля «Ыицкий Аун».

## Биография
Евгений Рогачевский родился 26 февраля 1972 в Киеве. На гитаре научился играть в 14-15 лет в селе Скураты Житомирской области. Ещё когда Евгений Рогачевский учился в школе, то участвовал в группе под названием «КЛОМуз». Кроме того в домашних условия играл в группе «Джонсон и Джонсон», затем выступал с группой «Карательная психиатрия».
В начале 1990-х годов играл гитаристом в группе «Ыицкий Аун». Изначально Евгений Рогачевский был поклонником группы «Вопли Видоплясова», а с 1996 когда, когда «ВВ» вернулись на Украину из Франции вошёл в состав группы. Предложение участвовать в группе поступило и в 1993 году, но тогда Евгений не смог его принять, так как был на заработках в Нижневартовске.
В 2015 году Евгений Рогачевский в сотрудничестве с Александром Пипой создал сингл «Монако». Данная композиция является первой песней из альбома «укр. Разом назавжди» («Вместе навсегда»). Партию барабанов в композиции исполнил Виктор Герчев, партию скрипок записал Сергей Митрофанов, партию фортепиано — Евгений Коцур из группы Сергея Сахно «Akapulko». Выход сингла связан с появлением свободного времени Евгения Рогачевского, а мысли о выпуске были давно.

## Произведения
- «Ыицкий Аун» (2006)[3]

- CD 1: 1. Счастливые звёзды; 2. Ракета; 3. Звёздный вальс; 4. Марш подводников; 5. Журавлина; 6. Олень; 7. Лето-осень; 8. Жнива; 9. Зима; 10. Dm; 11. Скоро весна; 12. Любимая; 13. Прощай!; 14. Ленкина.
- CD 2: 1. Гоу!; 2. Весела; 3. Веселі людинки; 4. Мартеклясу; 5. Хей!; 6. Балу/Jazz; 7. У!; 8. Cuba; 9. Ретро; 10. Еврібади шуд; 11. Грузинські хлопчики; 12. Frost; 13. Calvados; 14. Танцюємо!; 15. Напружений шаховий матч; 16. Мы все участники регаты!; 17. Сумна; 18. Учила захворіла; 19. Щастя; 20. Сон моряка; 21. Fine boy; 22. Infancia; 23. Sterben werde ich nicht (N.O.S.); 24. Madre; 25. Доля.

- Сингл «Монако» (2015)
- «Разом назавжди» (2015)[6] — в данном сборнике Евгений Рогачевский не только играет, но и поет[7].

1. Думка; 2. Лєна; 3. 15 квітнів; 4. Мак; 5. Мелодія відродження; 6. Сам; 7. Монако; 8. Біла пісня; 9. Все те, чого нема; 10. Райдугу май; 11. Я тебе люблю; 12. Разом назавжди.

## Семья
Женат, воспитывает троих детей.